# Annals of Surgical Oncology
Annals of Surgical Oncology, abgekürzt Ann. Surg. Oncol. ist eine wissenschaftliche Fachzeitschrift, die vom Springer-Verlag veröffentlicht wird. Die Zeitschrift ist das offizielle Publikationsorgan der Society of Surgical Oncology und erscheint derzeit mit zwölf Ausgaben im Jahr. Es werden Arbeiten veröffentlicht, die sich mit der onkologischen Chirurgie beschäftigen.
Der Impact Factor lag im Jahr 2016 bei 4,041. Nach der Statistik des ISI Web of Knowledge wird das Journal mit diesem Impact Factor in der Kategorie Onkologie an 65. Stelle von 217 Zeitschriften und in der Kategorie Chirurgie an 15. Stelle von 198 Zeitschriften geführt.